# Энгельсен, Альфред
Альфред Бертран Энгельсен (норв. Alfred Bertran Engelsen; 16 января 1893, Берген — 13 сентября 1966, Тведестранн, Эуст-Агдер) — норвежский гимнаст, чемпион летних Олимпийских игр 1912 года в командном первенстве по произвольной системе.
На Олимпийских играх 1912 года выступал также в соревнованиях по прыжкам в воду с вышки, однако занял последнее место и выбыл из борьбы в первом же раунде.